# Mayrornis
Mayrornis é um género de ave da família Monarchidae.
Este género contém as seguintes espécies:
- Mayrornis lessoni
- Mayrornis schistaceus
- Mayrornis versicolor